# Austrolimnophila (Austrolimnophila) diffusa
Austrolimnophila (Austrolimnophila) diffusa is een tweevleugelige uit de familie steltmuggen (Limoniidae). De soort komt voor in het Afrotropisch gebied.